# Туровський Анатолій Саулович
Анатолій Саулович Туровський (нар. 19 лютого 1926, Київ) — український радянський і американський живописець і скульптор; член Спілки радянських художників України. Брат графіка Михайла Туровського.

## Біографія
Народився 19 лютого 1926 року в місті Києві (нині Україна). Упродовж 1946—1952 років навчався у Київському художньому інституті. Жив у Києві в будинку на вулиці Шліхтера, № 16, квартира № 53. 1978 року емігрував до США. Жив у Нью-Йорку.

## Творчість
Працював у галузі станкової скульптури та станкового живопису. Серед робіт:
скульптура
- портрет старого більшовика-арсенальця П. С. Погрібного (1957);
- «Долаюча. (В ім'я життя)» (1957—1965, оргскло);

графіка
- портрет двічі Героя Радянського Союзу Степана Шутова (1957, вугілля, сангіна);

живопис
- портрет народного артиста СРСР Натана Рахліна (1956);
- «Натюрморт із соняшниками» (1967;
- натюрморт «Хліб-сіль» (1969);
- «Осінній натюрморт» (1970).

Брав участь у республіканських виставках з 1957 року.